# (5074) Goetzoertel
(5074) Goetzoertel es un asteroide perteneciente al cinturón de asteroides, descubierto el 24 de agosto de 1949 por el equipo de la Universidad de Indiana desde el Observatorio Goethe Link, Brooklyn (Estados Unidos).

## Designación y nombre
Designado provisionalmente como 1949 QQ1. Fue nombrado Goetzoertel en honor al astrónomo Goetz V. Oertel en reconocimiento a toda su carrera en la gestión científica, fue presidente de la Asociación de Universidades de Investigación en Astronomía entre 1986 y 1999.

## Características orbitales
Goetzoertel está situado a una distancia media del Sol de 2,992 ua, pudiendo alejarse hasta 3,303 ua y acercarse hasta 2,680 ua. Su excentricidad es 0,104 y la inclinación orbital 8,563 grados. Emplea 1890,41 días en completar una órbita alrededor del Sol.

## Características físicas
La magnitud absoluta de Goetzoertel es 12. Tiene 13,221 km de diámetro y su albedo se estima en 0,211.